# Brandy Norwoods diskografi
Brandy Norwood är en amerikansk singer-songwriter, musikproducent och skådespelare. Hennes diskografi består av sex studioalbum, ett samlingsalbum, en EP, 27 musiksinglar och sju marknadsföringssinglar utgivna av skivbolagen Atlantic, Epic och RCA Records. Sedan karriärstarten har Norwoods studioalbum sålts i 40 miljoner exemplar internationellt och Recording Industry Association of America (RIAA) listar henne 2014 som en av USA:s bäst säljande artister med 10,5 miljoner certifierade album. Hon har vunnit över 100 musikpriser och innehar titeln "Princess of R&B". Norwood skrev som fjortonåring på för Atlantic Records 1993 och släppte sitt självbetitlade debutalbum följande år. Debutalbumet har sålts i sex miljoner exemplar internationellt och genererade flera framgångsrika singlar. "I Wanna Be Down" och "Baby" blev båda listettor på amerikanska R&B-listan Hot R&B/Hip-Hop Songs och blev guld- respektive platinacertifierade. "Brokenhearted", en duett med Wanya Morris från Boyz II Men, guldbelönades likaså och blev Norwoods tredje topp-tio-hit på amerikanska singellistan Billboard Hot 100.
År 1997 spelade Norwood in filmmusik till det amerikanska dramat Hålla andan. Från detta släpptes singeln "Sittin' Up in My Room" som platinabelönades och nådde andraplatsen på Hot 100-listan. Hon arbetade mestadels med Rodney "Darkchild" Jerkins på sitt andra studioalbum Never Say Never som gavs ut i juni 1998. Albumet såldes i 16 miljoner exemplar internationellt och gjorde Norwood till en av 1990-talets tjugo mest framgångsrika popsångare. Sju musiksinglar släpptes från Never Say Never, däribland huvudsingeln "The Boy Is Mine" som var en duett med den jämngamla sångaren Monica Arnold. Låten Grammybelönades och blev en av de största duetterna i amerikansk musikhistoria. Den låg tretton veckor som etta på Billboard Hot 100 och certifierades dubbelplatina av RIAA. "Have You Ever?" från samma album kom också att toppa Hot 100-listan och blev Norwoods största singel som soloartist.
År 2001 spelade Norwood in en cover på "Another Day in Paradise" till Phil Collins-hyllningsalbumet Urban Renewal. Låten blev en av hennes största internationella hits och den guldbelönades i bland annat Australien, Tyskland och Schweiz. Det tredje studioalbumet Full Moon släpptes i februari 2002 och platinabelönades en månad efter utgivningen. Albumet innehöll singeln "What About Us?" som nådde sjundeplatsen på Hot 100-listan och blev en topp-tio-hit i flera länder. Norwoods fjärde studioalbum Afrodisiac gavs ut i juni 2004. Albumet blev hennes tredje raka topp-tio-album i USA men sålde avsevärt mindre än föregångarna. Den tilldelades ett guldcertifikat av RIAA. Norwood lämnade skivbolaget Atlantic för Epic och gav där ut sitt femte studioalbum Human i december 2008. Albumet missade dock topp-tio på amerikanska albumlistan Billboard 200 och såldes i måttliga 214 000 exemplar. År 2011 lämnade hon Epic och skrev på för RCA. Norwoods sjätte studioalbum, Two Eleven, gavs ut i oktober 2012 och blev hennes andra albumetta på amerikanska R&B-listan. Utgivningen föregicks av huvudsingeln "Put It Down" som blev Norwoods första topp-tio-hit på amerikanska R&B-listan på över ett decennium.

## Album

### Studioalbum
| Brandy | - Släppt: 27 september 1994 - Skivbolag: Atlantic - Format: CD, kassett, vinyl     | 20 | 6 | 26 | —   | —   | 20 | —  | —  | 86 | —  | - USA: 4× Platina - KAN: Guld - UK: Silver                                                  | - USA: 4 000 000+[A] - Globalt: 6 000 [B] |
| Never Say Never | - Släppt: 4 juni 1998 - Skivbolag: Atlantic - Format: CD, kassett, vinyl           | 2  | 2 | 13 | 12  | ×   | 3  | 5  | 11 | 10 | 19 | - USA: 5× Platina - AUS: Platina - UK: Guld - KAN: 4× Platina - JAP: 2× Platina - FRA: Guld | - USA: 4 600 000[C] - Globalt: 16 000 [D] |
| Full Moon | - Släppt: 25 februari 2002 - Skivbolag: Atlantic - Format: CD, digital nedladdning | 2  | 1 | 13 | 12  | ×   | 8  | 23 | 7  | 8  | 9  | - USA: Platina - KAN: Guld - UK: Guld - JAP: Guld                                           | - USA: 1 100 000[E]                       |
| Afrodisiac | - Släppt: 28 juni 2004 - Skivbolag: Atlantic - Format: CD, digital nedladdning     | 3  | 4 | 53 | 57  | ×   | —  | 45 | 26 | 44 | 32 | - USA: Guld - UK: Silver - JAP: Guld                                                        | - USA: 416 000[F]                         |
| Human | - Släppt: 5 december 2008 - Skivbolag: Epic - Format: CD, digital nedladdning      | 15 | 5 | —  | 129 | 37  | —  | —  | —  | —  | —  |                                                                                             | - USA: 214 000[G]                         |
| Two Eleven | - Släppt: 12 oktober 2012 - Skivbolag: RCA - Format: CD, digital nedladdning       | 3  | 1 | —  | 173 | 103 | —  | —  | —  | —  | 87 |                                                                                             | - USA: 180 000[H]                         |
| "—" betecknar album som inte utgavs i det landet eller som inte gick in på listan. "×" betecknar album som gick in på listan men vars listplaceringar är okända. |                                                                                    |    |   |    |     |     |    |    |    |    |    |                                                                                             |                                           |

### Samlingsalbum
| The Best of Brandy                                                                 | - Släppt: 28 mars 2005 - Skivbolag: Atlantic - Format: CD, vinyl, digital nedladdning | 27 | 11 | 25 | 129 | 28 | 24 | - USA: 26 000[I] |
| "—" betecknar album som inte utgavs i det landet eller som inte gick in på listan. |                                                                                       |    |    |    |     |    |    |                  |

### Övrigt
| Titel                                           | Albuminformation                                                                    | Kommentarer |
| ----------------------------------------------- | ----------------------------------------------------------------------------------- | --- |
| U Don't Know Me (Like U Used To) – The Remix EP | - Utgiven: 5 oktober 1999 - Skivbolag: Atlantic - Format: CD                        | - Norwoods första EP. Innehåller remixversioner av singlar från studioalbumet Never Say Never. |
| The Videos                                      | - Utgiven: 4 november 2000 - Skivbolag: Atlantic - Format: DVD                      | - Norwoods första musikvideoalbum. Innehåller musikvideor till singlar från studioalbumen Brandy och Never Say Never samt "Sittin' Up In My Room". Innehåller även exklusivt bakom kulisserna-material. |
| A Family Business                               | - Utgiven: 26 juli 2011 - Skivbolag: Saguaro Road - Format: Digital nedladdning, CD | - Soundtrackalbum till Brandys och Ray J:s realityserie Brandy and Ray J: A Family Business. Innehåller marknadsföringssingeln "Talk to Me", framförd av Brandy, Ray J och Willie Norwood.              |

## Singelskivor

### Singlar
| "I Wanna Be Down"                                                                    | 1994 | 6  | 1  | 12 | —  | —  | 11 | —  | —  | —  | 36  | - USA: Guld - NZ: Guld                                                                                                | Brandy            |
| "Baby"                                                                               | 1995 | 4  | 1  | 16 | —  | —  | 4  | —  | —  | —  | —   | - USA: Platina - NZ: Guld                                                                                             | Brandy            |
| "Best Friend"                                                                        | 1995 | 34 | 7  | —  | —  | —  | 11 | —  | —  | —  | —   | | Brandy            |
| "Brokenhearted" (duett med Wanya Morris från Boyz II Men)                            | 1995 | 9  | 2  | —  | —  | —  | 6  | —  | —  | —  | —   | - USA: Guld | Brandy            |
| "Sittin' Up in My Room"                                                              | 1996 | 2  | 2  | —  | —  | —  | 6  | —  | —  | 60 | 30  | - USA: Platina - NZ: Guld                                                                                             | Waiting to Exhale |
| "Missing You" (med Gladys Knight, Chaka Khan och Tamia)                              | 1996 | 25 | 10 | —  | —  | —  | 2  | —  | —  | —  | —   | - NZ: Platina | Set It Off        |
| "The Boy Is Mine" (duett med Monica Arnold)                                          | 1998 | 1  | 1  | 3  | 4  | 2  | 1  | 5  | 3  | 3  | 2   | - USA: 2x Platina - AUS: Platina - UK: Platina - SVE: Guld - TYS: Platina - NZ: 2x Platina - SCH: Guld - FRA: Platina | Never Say Never   |
| "Top of the World" [J] (featuring Mase)                                              | 1998 | —  | —  | 39 | —  | 39 | 11 | 42 | 42 | 52 | 2   | - UK: Silver | Never Say Never   |
| "Have You Ever?"                                                                     | 1998 | 1  | 2  | 8  | 3  | 85 | 1  | 58 | —  | 57 | 13  | - AUS: Platina - NZ: Guld                                                                                             | Never Say Never   |
| "Almost Doesn't Count"                                                               | 1999 | 16 | 16 | —  | —  | —  | 13 | 88 | —  | —  | 15  | | Never Say Never   |
| "U Don't Know Me (Like U Used To)"                                                   | 1999 | 79 | 25 | —  | —  | —  | —  | —  | —  | —  | —   | | Never Say Never   |
| "Another Day in Paradise" (duett med Ray J)                                          | 2001 | —  | —  | 11 | 9  | 11 | 29 | 2  | 3  | 4  | 5   | - AUS: Guld - TYS: Guld - SCH: Guld - FRA: Guld                                                                       | Urban Renewal     |
| "What About Us?"                                                                     | 2002 | 7  | 3  | 6  | 20 | 24 | 8  | 13 | 8  | 16 | 4   | - AUS: Guld - NZ: Guld                                                                                                | Full Moon         |
| "Full Moon"                                                                          | 2002 | 18 | 16 | 43 | 46 | 27 | —  | 54 | 72 | 53 | 15  | | Full Moon         |
| "Talk About Our Love" (featuring Kanye West)                                         | 2004 | 36 | 16 | 28 | 11 | —  | —  | 89 | 42 | —  | 6   | | Afrodisiac        |
| "Who Is She 2 U"                                                                     | 2004 | 85 | 43 | —  | —  | —  | —  | —  | —  | —  | 50  | | Afrodisiac        |
| "Afrodisiac"                                                                         | 2004 | —  | —  | 31 | —  | 25 | —  | —  | 36 | —  | 11  | | Afrodisiac        |
| "Right Here (Departed)"                                                              | 2008 | 34 | 22 | —  | 4  | 7  | —  | 39 | 50 | 22 | —   | | Human             |
| "Long Distance"                                                                      | 2008 | —  | 38 | —  | —  | —  | —  | —  | —  | —  | —   | | Human             |
| "It All Belongs to Me" (duett med Monica Arnold)                                     | 2012 | —  | 23 | —  | —  | —  | —  | —  | —  | —  | 183 | | New Life          |
| "Put It Down" (featuring Chris Brown)                                                | 2012 | 65 | 3  | —  | 37 | —  | —  | —  | —  | —  | —   | | Two Eleven        |
| "Wildest Dreams"                                                                     | 2012 | —  | 68 | —  | —  | —  | —  | —  | —  | —  | —   | | Two Eleven        |
| "Beggin & Pleadin"                                                                   | 2016 | —  | —  | —  | —  | —  | —  | —  | —  | —  | —   | | i.u.              |
| "—" betecknar singlar som inte utgavs i det landet eller som inte gick in på listan. |      |    |    |    |    |    |    |    |    |    |     | |                   |

### Som medverkande artist
| "Wake Up Everybody" (med blandade artister)                                          | 2004 | — | 119 | —  | — | — | — | — | —  | — | —  |                        | Wake Up Everybody |
| "We Are the World 25 for Haiti" (med Artists for Haiti)                              | 2010 | 2 | —   | 18 | 1 | 8 | 8 | 1 | 15 | 5 | 50 |                        | i.u.              |
| "Magic" (Mystery Skulls feat. Nile Rodgers & Brandy)                                 | 2015 | — | —   | —  | — | — | — | — | —  | — | —  |                        | Forever           |
| "The Girl Is Mine" (99 Souls feat. Destinys Child & Brandy)                          | 2015 | — | —   | 33 | 5 | — | — | — | —  | — | 5  | - AUS: Guld - UK: Guld | i.u.              |
| "—" betecknar singlar som inte utgavs i det landet eller som inte gick in på listan. |      |   |     |    |   |   |   |   |    |   |    |                        |                   |

### Promosinglar
| "Angel In Disguise"                                                                  | 1998 | 72 | 17 | Never Say Never               |
| "(Everything I Do) I Do It for You"                                                  | 1999 | —  | —  | Never Say Never               |
| "Never Say Never"                                                                    | 2000 | —  | —  | Never Say Never               |
| "He Is"                                                                              | 2002 | —  | 78 | Full Moon                     |
| "Turn It Up"                                                                         | 2003 | —  | —  | Afrodisiac                    |
| "Dance with Us" (P. Diddy & Brandy featuring Bow Wow)                                | 2003 | —  | —  | Den vilda familjen Thornberry |
| "Talk to Me" (med Ray J och Willie Norwood)                                          | 2011 | —  | —  | A Family Business             |
| "—" betecknar singlar som inte utgavs i det landet eller som inte gick in på listan. |      |    |    |                               |

### Andra listnoteringar
| "Rock with You"                                                                      | 1996 | 74  | —  | —  | Q's Jook Joint |
| "True"                                                                               | 2008 | 118 | —  | —  | Human          |
| "The Definition"                                                                     | 2008 | 111 | —  | —  | Human          |
| "Scared of Beautiful"                                                                | 2012 | —   | —  | 48 | Two Eleven     |
| "Wish Your Love Away"                                                                | 2012 | —   | 66 | —  | Two Eleven     |
| "Do You Know What You Have?"                                                         | 2012 | —   | 61 | —  | Two Eleven     |
| "—" betecknar singlar som inte utgavs i det landet eller som inte gick in på listan. |      |     |    |    |                |